# Pjotr Mamonov
Pjotr Nikolajevitj Mamonov (ryska: Пётр Никола́евич Мамо́нов), född 14 april 1951 i Moskva, död 15 juli 2021 i Moskva, var en rysk rockmusiker och skådespelare.
Mamonov var under 80-talet en av fåtalet sovjetiska rockmusiker som lyckades vinna erkännande även i utlandet, med banden Zvuki Mu, samt senare, under 90-talet, "nya" Zvuki Mu (bildat efter en konflikt med det ursprungliga bandet). Genombrottet på vita duken kom 1990 då han spelade huvudrollen i Pavel Lungins Taxi Blues. Han skulle senare återvända för att samarbeta med Lungin i titlarna Ön och Tsar.
På 90-talet konverterade Mamonov till rysk-ortodoxa kyrkan och lämnade Moskva för att bosätta sig på landsbygden. Han mottog en välsignelse av sin biktfader för att spela i Ön, och den egna religiösa fromheten ska vara en anledning till att Mamonovs insatser i filmen var mer än bara skådespeleri; han såg Ön i dess helhet som en religiös predikan. Han drar detta så långt att han vid olika tillfällen utanför vita duken har fortsatt att spela sin roll, och med sin rollfigurs säregna karaktärsdrag givit upptuktande förmaningstal.

## Roller
- Taxi Blues (1990) - Lijosha
- Damm (2001) - Professor Pushkar
- Ön (2006) - Fader Anatolij
- Tsar (2009) - Ivan den förskräcklige